# The Grudge (film, 1915)
Pour les articles homonymes, voir Grudge.
Pour plus de détails, voir Fiche technique et Distribution.
The Grudge est un film muet américain réalisé par William S. Hart et sorti en 1915.

## Fiche technique
- Titre : The Grudge
- Réalisation : William S. Hart
- Scénario : Thomas H. Ince, d'après une nouvelle de C. Gardner Sullivan
- Chef opérateur : Robert Doeran
- Producteur : Thomas H. Ince
- Société de production : Broncho Film Company
- Société de distribution : Mutual Film
- Pays d'origine :  États-Unis
- Langue : film muet avec les intertitres en anglais
- Métrage : 600 m
- Format : Noir et blanc — 35 mm — 1,33:1 — Muet
- Genre : Western
- Durée : 20 minutes
- Dates de sortie :
  -  États-Unis : 24 février 1915

## Distribution
- William S. Hart : Rio Ed
- Charles Ray : Dick Wayne
- Margaret Thompson : Madge Wayne
- Kisaburo Kurihara : Mercidio
- Ernest Swallow